# Obed Calvaire
Obed Calvaire (Miami, ca. 1982) is een Amerikaanse jazz-drummer. 
Calvaire studeerde aan de Manhattan School of Music, waar hij twee graden behaalde. Hij werkte onder andere met Wynton Marsalis, Eddie Palmieri, Yellowjackets, Joshua Redman, Mark Murphy, Stefon Harris, Kurt Rosenwinkel, Steve Turre, Lorenz Kellhuber, Seal en Mary J. Blige. Hij speelde in Village Vanguard Orchestre, het Metropole Orkest, de Mingus Big Band, SFJazz Collective  en de bigbands van Roy Hargrove en Bob Mintzer. Hij drumde op plaatopnames van onder andere Monty Alexander, Richard Bona, Sean Jones, Eli Degibri, David Kikoski, David Liebman, Mike Stern en de Clayton Brothers.
- Bibsys: 9004060
- Bibliothèque nationale de France: cb16274769n (data)
- Gemeinsame Normdatei: 1064097278
- International Standard Name Identifier: 0000 0000 5134 2511
- Library of Congress Control Number: no2007075782
- MusicBrainz: ae5e999c-58fd-4abe-9377-6bcd98abc8e0
- Réseau des bibliothèques de Suisse occidentale: 02-A020384561
- Système universitaire de documentation: 251449440
- Virtual International Authority File: 101149106275168492388